# Andreï Kouznetsov (volley-ball)
Pour les articles homonymes, voir Kouznetsov.
Andreï Ivanovitch Kouznetsov (en russe : Андре́й Ива́нович Кузнецо́в) est un joueur russe (d'origine ukrainienne) de volley-ball né le 23 avril 1966 à Ouzyn (RSS d'Ukraine) et mort le 30 décembre 1994.

## Biographie
Il meurt dans un accident de voiture près de Chieti (Italie). Il mesurait 1,98 m et jouait réceptionneur-attaquant. Il fut international soviétique et russe.
Il est enterré au cimetière Mitinskoe à Moscou.

## Clubs
| Club                 | De        | À         |
| -------------------- | --------- | --------- |
| Iskra Odintsovo      | 1982-1983 | 1984-1985 |
| CSKA Moscou          | 1985-1986 | 1990-1991 |
| S.S. Lazio Pallavolo | 1991-1992 | 1992-1993 |
| Gioia del Volley     | 1993-1994 | 1993-1994 |
| Ferrare Volley       | 1994-1995 | 1994-1995 |

## Palmarès
- Jeux olympiques
  - Finaliste : 1988
- Ligue mondiale
  - Finaliste : 1993
- Championnat du monde des moins de 21 ans (1)
  - Vainqueur : 1985
- Championnats d'Europe (2)
  - Vainqueur : 1987, 1991
- Championnat d'Europe des moins de 21 ans (1)
  - Vainqueur : 1984
- Championnat du monde des clubs
  - Finaliste : 1989
- Ligue des champions (5)
  - Vainqueur : 1986, 1987, 1988, 1989, 1991
- Supercoupe d'Europe (3)
  - Vainqueur : 1987, 1988, 1991
  - Perdant : 1989
- Championnat d'URSS (6)
  - Vainqueur : 1986, 1987, 1988, 1989, 1990, 1991
- Coupe d'URSS (1)
  - Vainqueur : 1985